# Blowup
Blowup (eller Blow-Up) er en film fra 1966 af den italienske instruktør Michelangelo Antonioni. Filmen er Antonionis første engelsksprogede film. Filmen er inspireret af Julio Cortázars novelle fra 1959 Las babas del diablo (da: Djævelens savl), der omhandler en fotografs tilfældige overværelse af et mord. 
De ledende roller i filmen spilles af David Hemmings, Vanessa Redgrave, Sarah Miles, John Castle, Jane Birkin, Tsai Chin og Gillian Hills. Manuskriptet blev skrevet af Antonioni og Tonino Guerra. Filmen var produceret af Carlo Ponti, der havde kontrakt med Antonioni til at instruere tre engelsksprogede film for MGM (de øvrige var Zabriskie Point og Profession: Reporter (eng.: The Passenger)). I filmen medvirker tillige den dengang kendte 1960'er fotomodel  Veruschka i en scene, der af Premiere Magazine blev betegnet som "det mest sexede øjeblik i filmhistorien".
Musikken i filmen er skrevet af Herbie Hancock. Musikken fungerer imidlertid ikke som traditionel underlægningsmusik, men indgår alene i filmen, når der i denne eksempelvis spilles radio eller på anden måde naturligt lyttes til musik. Et tilsvarende koncept blev benyttet knap 30 år senere i dogme-filmene. Ud over Herbie Hancocks musik optræder bandet The Yardbirds i en af filmens scener.
Filmen modtog fremragende anmeldelser, og blev rost for sin beskrivelse af det hippe London i midt-tresserne.

## Plot
Filmen omhandler en dag i modefotografens Thomas' liv. Thomas filmer blandt andet fotomodellen Veruschka, men keder sig under sine fotooptagelser, og går en tur i en park, hvor han filmer et kærestepar. Den fotograferede kvinde (spillet af Venessa Redgrave) opsøger Thomas i studiet og forlanger filmen udleveret. Thomas udleverer imidlertid en anden filmrulle. Thomas foretager herefter en række kraftige forstørrelser af filmen, der viser noget, der kunne se ud som en død person i græsset og en skikkelse i buskadset med en pistol.   
Thomas vender senere tilbage til parken og finder liget af en person, men han har ikke taget sit kamera med, og løber tilbage til sit studie. I studiet opdager Thomas, at alle negativer og forstørrelserne er væk bortset fra en meget grovkornet forstørrelse af liget i parken. Thomas tager til en fest og forsøger at få nogle af deltagerne til at tage med for at se, hvad der ligger i parken, men det lykkes ikke Thomas at forklare, hvad han har filmet. Da Thoams endelig kommer tilbage til parken næste morgen, er liget væk.
På vej væk fra parken overværer Thomas en mimet tenniskamp, som han drages ind i – han samler en imaginær tennisbold op, og kaster den tilbage til de to tennisspillere. Mens har ser på pantomimen, høres lyden af tennisbolden, der er i spil. Thomas ser dette på plænen, og går væk, og efterlader alene en scene med parkens græs i filmens slutning. 

## Medvirkende (udvalg)
- David Hemmings som Thomas
- Vanessa Redgrave som Jane
- Sarah Miles sm Patricia
- John Castle som Bill
- Jane Birkin som blondine
- Gillian Hills som brunette
- Peter Bowles som Ron, Thomas' agent
- Veruschka von Lehndorff som sig selv
- Julian Chagrin som mimiker
- Claude Chagrin som mimiker

## Priser
Blowup blev nomineret til en lang række priser. 

### Oscar
- Nomineret: Oscar for bedste instruktør – Michelangelo Antonioni
- Nomineret: Oscar for bedste originale manuskript – Michelangelo Antonioni, Tonino Guerra, Edward Bond

### British Academy Film Awards
- Nomineret: Bedste britiske film – Michelangelo Antonioni
- Nomineret: Bedste britiske scenografi (farve) – Assheton Gorton
- Nomineret: Bedste britiske fotografering (farve) – Carlo Di Palma

### Cannes Film Festival
- Vinder: Den Gyldne Palme

### Golden Globe Awards
- Nomineret: Bedste engelsksprogede udenlandske film